# Metigla
Metigla este producător de sisteme pentru închideri metalice, cu o experiență de peste 15 ani pe piața din România.

## Metigla în România
Bazele Coilprofil au fost puse în 1984 în Anvers, principalul domeniu de activitate fiind producția de tablă cutată, profile galvanizate, panouri sandwich și piese de finisaj. Pentru a fi mai aproape de clienții români, în 2001 Coilprofil a decis să investească într-o unitate de producție în România. Fabrica din Ceptura, județul Prahova, este dotată cu utilaje și tehnologii de ultimă generație și beneficiază de toate facilitățile necesare pentru producția de țiglă metalică, tablă prefălțuită, tablă cutată (pentru fațadă sau acoperiș), panouri termoizolante, casete structurale, casete de fațadă și piese de finisaj..
Investiția inițială pentru construcția fabricii s-a ridicat la opt milioane de euro.
De atunci compania și-a dezvoltat în fiecare an activitatea, numărul de utilaje și produse pentru a răspunde cerințelor clienților și partenerilor..
În 2018, am preluat denumirea celui mai puternic și de notorietate brand din portofoliul nostru, Metigla, din dorința de a fi mai transparenți și mai vizibili pentru clienții noștri . Metigla și-a dovedit puterea pe parcursul anilor, este un brand recunoscut la nivel național și este asociat atât produselor, cât și companiei.
Fabrica de sisteme metalice din Ceptura, Prahova, își dezvoltă în fiecare an activitatea, numărul de utilaje și gama de produse, pentru a veni în întâmpinarea nevoilor clienților și partenerilor săi, atât pe plan intern, cât și pentru piețele de export.
În 2018, afacerile Metigla au fost de 13,5 mil. euro, iar în 2019, compania are un buget de investiții de 3,5-4 mil. euro, pentru dezvoltare și modernizare.
Produse
La fabrica din Ceptura, Metigla produce:
- Sistemul complet pentru acoperiș Metigla, cu variantele țiglă metalică (Metigla Clas Metigla Star Metigla Mira și Metigla Teck) și tabla prefălțuită (Metigla Clic și Metigla Falt);
- Sistemul pluvial Metigla;
- Sistemele pentru închideri metalice Metigla (tablă cutată (pentru fațadă sau acoperiș), panouri termoizolante, casete structurale, casete de fațadă și piese de finisaj).
Cifra de afaceri
- 2007: 10 milioane euro [5]
- 2008: 11 milioane euro [6]
- 2018: 13,5 milioane euro [4]